# Friedrich Voltz (geoloog)
Dit overzicht is mogelijk incompleet; u kunt helpen door het uit te breiden.
Friedrich Voltz (Hessen, 1828 - Paramaribo, 6 augustus 1855) was een Duitse geoloog. Hij ondernam tussen 1853 en 1855 meerdere expedities in Suriname als lid van een commissie die voor de Nederlandse overheid de mogelijkheden van een Duitse volksplanting in Suriname moest onderzoeken. Hij overleed in 1855 op 27-jarige leeftijd aan de gele koorts.
De Voltzberg is naar hem genoemd.